# 官田区

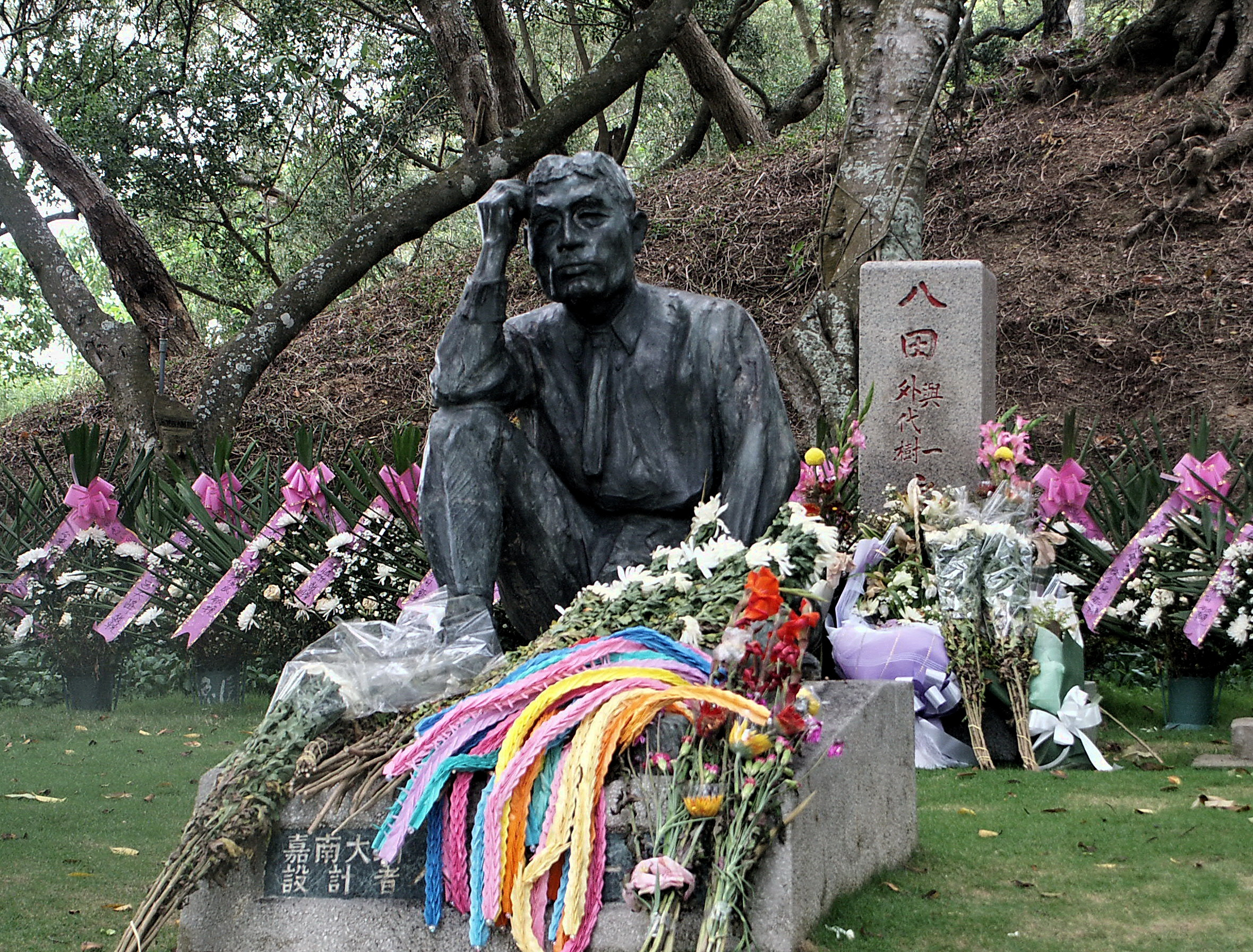
八田與一技師像と八田夫妻の墓

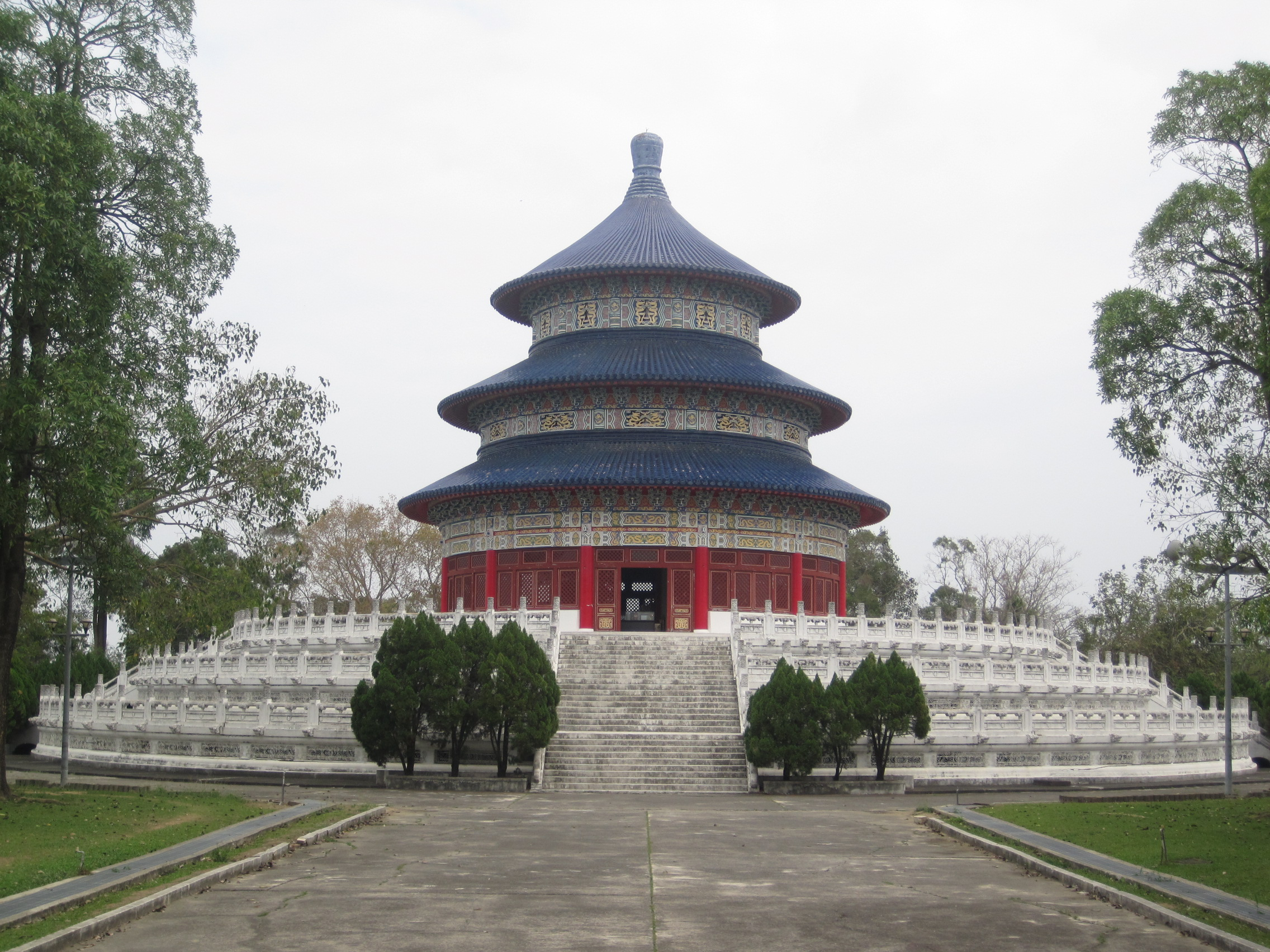
烏山頭ダム湖風景区の天壇

官田区（グアンティエン/かんでん-く）は台南市の市轄区。元中華民国総統の陳水扁の故郷であり、ヒシの生産が盛んである。

## 地理
官田区は台南市中部に位置し、麻豆区、六甲区、下営区、大内区、善化区と接している。

## 歴史
官田は旧名を「官佃」と称す。オランダ統治時代、この地は「王田」に属し、政府の田地が置かれていた。鄭氏政権時代に王田は「官田」と改称され、屯田が募集され陳永華一族を中心に漢人集落が形成されるようになった。清代にはこの地に「官佃庄」が設置され、日本統治時代の台湾の1920年には台湾地方改制に伴い、「官田」と改称されて台南州曽文郡の管轄となった。台湾の中華民国への編入後は台南県官田郷に改められ、1953年に行政府が官田村から隆田村に移された。2010年12月25日に台南県が台南市に編入されたことに伴って官田区となり、現在に至る。

## 行政区
| 里                                                                                 |
| ---------------------------------------------------------------------------------- |
| 二鎮里、東西庄里、官田里、烏山頭里、隆田里、大崎里、社子里、南廍里、隆本里、渡抜里 |

## 歴代区長
| 代 | 氏名 | 退任日 |
| -- | ---- | ------ |

## 教育

### 大学
- 国立台南芸術大学

### 高級職校
- 私立陽明高級工商職業学校

### 国民中学
- 台南市立官田国民中学

### 国民小学
- 台南市立官田国民小学
- 台南市立隆田国民小学
- 台南市立嘉南国民小学
- 台南市立渡抜国民小学

## 交通
| 種別     | 路線名称           | その他                    |
| -------- | ------------------ | ------------------------- |
| 鉄道     | 縦貫線             | 隆田駅 抜林駅             |
| 高速道路 | フォルモサ高速公路 | 官田HCT                   |
| 省道     | 台1線              |                           |
| 省道     | 台84線             | 東西向快速道路 北門玉井線 |

## 観光

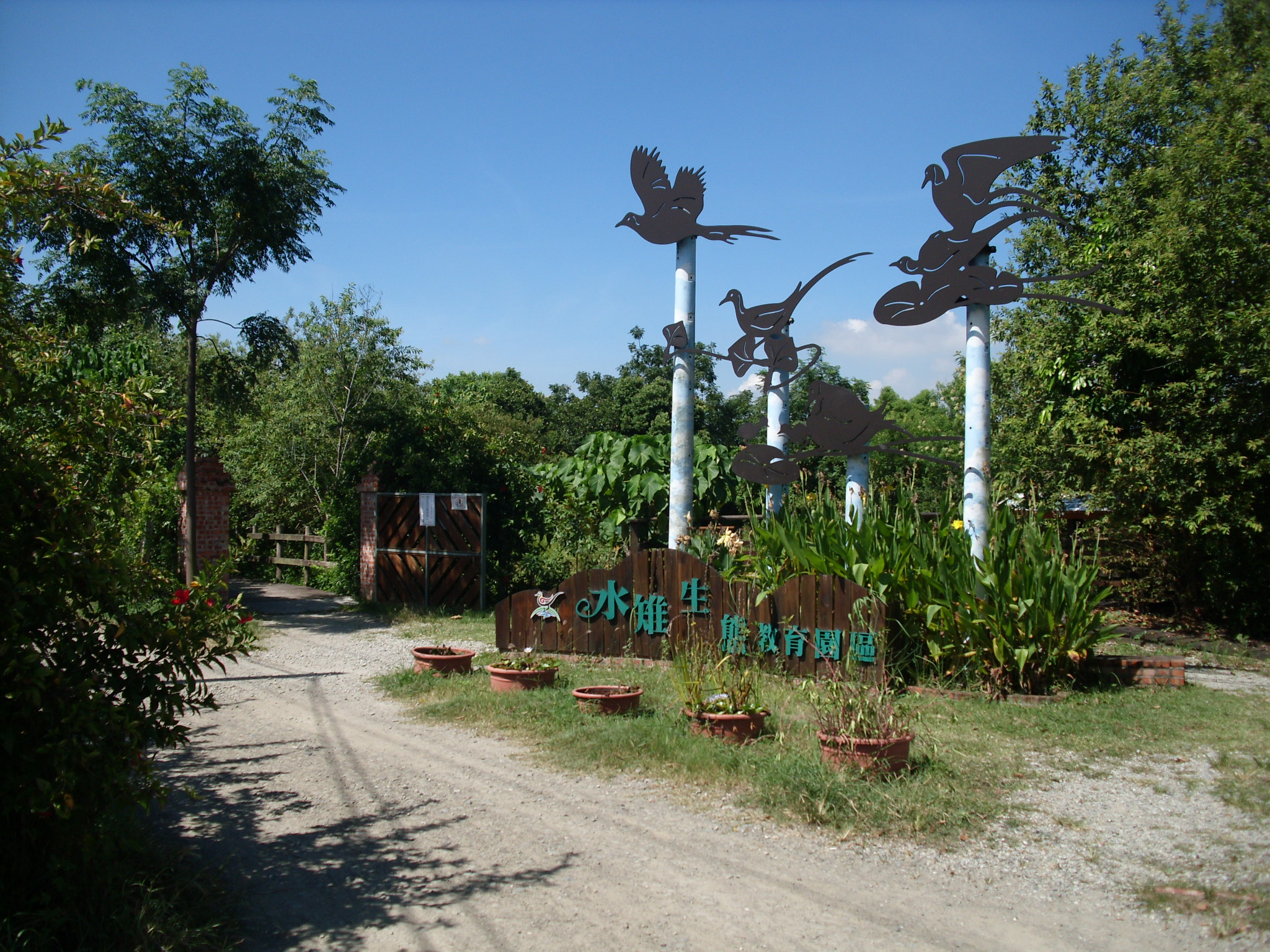
レンカク生態教育園区

- 烏山頭ダム
- 台湾煙酒公司隆田酒廠
- 葫蘆埤
- 恵安宮
- 重建曽文渓複線大橋記念碑
- レンカク生態教育園区
- 八田與一紀念園区
- 陳水扁故居